# Улица Левицкого (Львов)
У́лица Леви́цкого — улица в Лычаковском районе Львова (Украина). Связывает улицу Ивана Франко с Погулянкой, проходит параллельно Зелёной и Пекарской. В застройке улицы присутствует венский классицизм, модерн, конструктивизм.
Улица образовалась на месте дороги, которая была проложена рекой Пасека, из оврагов под Пасеками протекавшеҋ через Погулянку. К середине ХІХ улица была застроена одиночными усадебами, с 1880-х улица начала застраиваться преимущественно двух- и трехэтажными доходными домами. В 1892—1895 годах реку частично перекрыли бетонными сводами, а в начале ХХ ст. полностью пустили в канализационную систему. На отрезке улицы Левицкого от улицы Днепровской до Мечникова с 1908 до 1963 года курсировали трамвайные маршруты № 3 и № 6.

## Названия
- С XVII века — улица На Рурах, по ней к городу шёл деревянный водопровод с Погулянки,
- 1885—1941 годы — улица Кохановского в честь польского поэта Яна Кохановского,
- 1941—1944 годы — Брейтегассе (Широкая),
- 1944—1950 годы — улица Кохановского,
- 1950—1992 годы — улица Маяковского, в честь русского советского поэта Владимира Маяковского.
- с 1992 года — улица Левицкого, в честь украинского политического деятеля Константина Левицкого, который в конце ХІХ — в начале XX веков был владельцем дома № 34 на этой улице.

## Примечательные здания и известные жители
- № 27. В конце июля 1944 года в этом доме находилось командование обвода № 3 польской Армии Краевой под командованием генерала Владислава Филиповского.
- № 34 Домом владел адвокат, украинский политический деятель Константин Левицкий . В 1896—1900 годах в этом доме жил профессор Львовского университета, глава Научного Общества им. Тараса Шевченко, украинский историк и политический деятель Михаил Грушевский (1866—1934).
- № 52 — Львовская ветеринарная академия.
- № 106 — в 1973—1979 годах жил композитор и поэт Владимир Ивасюк (1949—1979).